# Ripoll
Ripoll este un oraș în Spania în comunitatea Catalonia în provincia Girona. În 2006 avea o populație de 10.832 locuitori. Este capitala comarcei Ripollès. Este situată la poalele Munților Pirinei, la o altitudine de 691 m, la 100 km nord da Barcelona, 80 de Girona și în vecinătatea frontierei franceze fiind astfel la 100km de Perpignan și la 215km de Toulouse.
Este conoscut pentru mănăstirea benedictină construită în stil romanic fondată în 879. Localitatea a fost atestată documentar pentru prima dată în anul 757. 

Municipiul Ripoll în provincia Girona

1. ↑  Nomenclátor Geográfico de Municipios y Entidades de Población (20240402 edition)
2. ↑   https://www.ccma.cat/324/silvia-orriols-fa-una-crida-a-la-calma-pero-deixa-clar-que-la-seva-prioritat-es-tancar-la-mesquita-de-ripoll/noticia/3235965/ Lipsește sau este vid: |title= (ajutor)
3. 1 2   http://www.idescat.cat/pub/?id=aec&n=925&t=2016 Lipsește sau este vid: |title= (ajutor)